# مهران آتش
مهران لطافت‌کار با نام هنری مهران آتش (زادهٔ ۱۵ آبان ۱۳۵۴ در تهران) خواننده و موسیقی‌دان ایرانی است. او قبل از خوانندگی به عنوان نوازنده کیبورد با گروه ناصر عبداللهی (ناصریا) همکاری می کرد. اولین کنسرت او به عنوان خواننده سال ۷۹ به صورت مشترک با آرتین شاهوران در شهر شیراز برگزار شد. مهران آتش برندهٔ فصل دوم آکادمی موسیقی گوگوش در سال ۲۰۱۱ است.
او از سن ۱۰ سالگی کیبورد نواخته‌است. او زاده و بزرگ شدهٔ محلهٔ شهرک ولیعصر منطقهٔ ۱۸ تهران می‌باشد. او دو فرزند دارد و به‌همراه خانواده‌اش در لندن زندگی می‌کند.

## ترانه‌ها
| عنوان                | ترانه‌سرا          | آهنگساز            | تنظیم              | منبع   |
| -------------------- | ----------------- | ------------------ | ------------------ | ------ |
| با من قدم بزن        | نیلوفر امجدی      | حامد حنیفی         | بابک سعیدی         |        |
| به یاد تو            | امید خلیلی تجریشی | بابک سعیدی         | بابک سعیدی         | [ ۵ ]  |
| نوازش                | -                 | -                  | -                  | [ ۵ ]  |
| خوب                  | -                 | -                  | -                  | [ ۵ ]  |
| لمس خوشبختی          | بابک صحرایی       | نیکان ابراهیمی     | نیکان ابراهیمی     | [ ۵ ]  |
| پاییز                | -                 | -                  | -                  | [ ۵ ]  |
| گل یا پوچ            | -                 | -                  | -                  | [ ۵ ]  |
| رؤیا                 | -                 | -                  | -                  | [ ۵ ]  |
| من بی تو یه دیوونه‌ام | محسن حق‌نظری       | محمد عابدینی       | فرزاد عابدینی      | [ ۶ ]  |
| گلوله                | وحید بیاتی        | صادق زینی          | شهراد امیدوار      | [ ۷ ]  |
| آرزوی محال           | وحید بیاتی        | صادق زینی          | پارسا قناعتی       | [ ۸ ]  |
| کی مثل تو            | محسن حق‌نظری       | محمد عابدینی       | ادریس رضایی‌فر      | -      |
| هوای چشمات           | علی تونکو         | مجتبی ابوالقاسم‌پور | مجتبی ابوالقاسم‌پور | [ ۹ ]  |
| عشق ممنوع            | وحید بیاتی        | صادق زینی          | امیرمیلاد نیکزاد   | [ ۱۰ ] |
| من عاشقت شدم         | علی برارزاده      | فرزاد عابدینی      | فرزاد عابدینی      | -      |
| خدا                  | وحید بیاتی        | احسان پارسا        | فرزاد عابدینی      | -      |
| نم نم بارون          | وحید بیاتی        | محمد عابدینی       | فرزاد عابدینی      | -      |
| من بی تو             | محمد مجیدی        | امیر مهراد         | -                  | -      |
| به خوابم بیا         | مهسا پهلوان       | بابک بروجردی       | بابک بروجردی       | -      |